# 悦来镇 (广安市)
悦来镇，是中华人民共和国四川省广安市广安区下辖的一个乡镇级行政单位。

## 行政区划
悦来镇下辖以下地区：
悦来社区、金龙村、金光村、金风村、旋风村、茅坪村、协力村、中合村、高兴村、九孔村、方寨村、长岗村、马桩村、马忠村、廖家村、双屋村、半坡村、悦兴村、长石村、马蹲村、马庙村、灯塔村、花莲村、天台村、朱坪村、农旺村、马坝村和洞沟村。